# Armageddon 2012 – Die letzten Stunden der Menschheit
Armageddon 2012 – Die letzten Stunden der Menschheit (Originaltitel: Earth’s Final Hours) ist ein kanadischer Katastrophenfilm von Regisseur David Hogan aus dem Jahr 2011. Der Film erschien in Deutschland am 17. November 2011 auf DVD.

## Handlung
FBI-Agent John Streich zieht nach dem Tod seiner von ihm getrennt lebenden Frau in ein kleines Dorf zum gemeinsamen Sohn Andy. Sein erster Auftrag führt ihn zusammen mit seinem Kollegen Massey auf ein entlegenes Feld. Dort baut der südamerikanische Physiker Andreas Gutierrez mit seiner Assistentin ein Sensoren-System auf. Während des Gesprächs mit den Agenten kommt es zu merkwürdigen Phänomenen in der Atmosphäre. Ein Weißes Loch entsteht am Himmel und ein herabstürzendes Objekt trifft Gutierrez tödlich.
Zur Untersuchung wird die Wissenschaftlerin Chloe an den Ort des Geschehens bestellt. Diese äußert die Vermutung, dass das natürliche Magnetfeld der Erde zerstört wurde und der Planet nicht mehr rotiert. Auf der Polizeistation erhalten sie anonym per Fax ein Protokoll einer geheimen Beratung der US-Regierung. Darin bestätigt sich Chloes Theorie. Die US-Regierung plant, entlang des Nullmeridians ein künstliches Magnetfeld zu erzeugen. Das Protokoll erhielten sie von dem Hacker Andy, der schon seit einiger Zeit für Schlagzeilen sorgt. Nun wird auch er mit seiner Freundin Michelle zum Staatsfeind erklärt.
FBI-Agent Lockman hat den Auftrag erhalten, Smith, Chloe, Andy und Michelle auszuschalten. Diese schaffen es, Dr. Kingsley Rothman aus einem geheimen CIA-Stützpunkt zu befreien. Rothman war neben Gutierrez führend in der Erforschung des Erdmagnetfeldes. Die beiden entwickelten zudem Satelliten, mit denen man ein Magnetfeld erzeugen kann. An diese will Agent Lockman im Auftrag der Regierung gelangen, um ihr eigenes Magnetfeld zu erzeugen.
Während der Flucht vor den FBI-Leuten wird Rothman tödlich verwundet. Er kann Smith und seinem Team aber noch den Standort verraten. Dort angekommen schaffen sie es nach mehreren Konfrontationen mit Lockman und seinen Leuten, das Magnetfeld der Erde zu reaktivieren.

## Kritik
„So stellt sich der auf derartige Szenarien abonnierte Syfy Channel den Weltuntergang vor – mal wieder! Nomen est omen: Gut gelaunt werden Vorbilder wie diverse Emmerich-Filme und Armageddon durch den Wolf gedreht und um allerhand absurde Plotelemente und groteske Effekte angereichert. Schauspielveteranen wie Bruce Davison (X-Men) oder Cameron Bright (Godsend) lassen sich nicht anmerken, dass Regisseur David Hogan das Ende des Planeten nicht wirklich ernst nimmt, sondern Freude am Trash für die Fangemeinde hat.“